# Kask wspinaczkowy

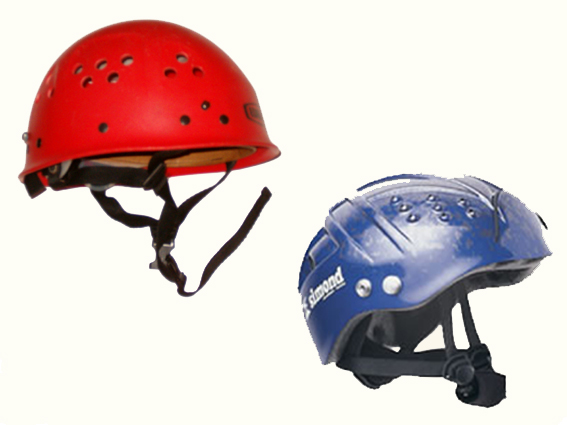
Kaski wspinaczkowe

Kask wspinaczkowy (alpinistyczny) – jest to wyspecjalizowany rodzaj kasku przeznaczony do ochrony głowy przed urazami, które mogą nastąpić podczas uprawiania wspinaczki.
Podobnie jak inne typowe kaski, kask wspinaczkowy zabezpiecza przed urazami powstającymi w wyniku uderzenia głową o twarde podłoże, w tym również o przedmioty z ostrymi krawędziami. 
Jednakże, w odróżnieniu od wielu innych kasków, musi on również zabezpieczać przed skutkami uderzenia niewielkimi odłamkami skalnymi poruszającymi się z dużą prędkością. Przykładowo, niewielki kamień spadający z prędkością 300 km/h mógłby przebić kask kolarski (względnie, spowodować jego wgniecenie i uraz głowy porównywalny z uderzeniem tępym przedmiotem), natomiast w przypadku kasku wspinaczkowego, energia uderzenia powinna zostać równomiernie rozproszona po całej powierzchni kasku.
Oprócz krytycznych wymagań dotyczących bezpieczeństwa, dobry kask wspinaczkowy powinien posiadać:
- niewielką  masę (z reguły, jest to kwestia kompromisu pomiędzy wygodą użytkowania a trwałością - najlżejsze modele kasków są najmniej trwałe)
- odpowiednią wentylację oraz - z drugiej strony - możliwość użycia czapki lub kaptura
- wygodny system regulacji, umożliwiającej dopasowanie do kształtu  głowy
- zaczepy przeznaczone do mocowania latarki czołowej

Kaski wspinaczkowe są objęte m.in. normą EN 12492, oraz regulacjami UIAA.